# Pietro di Xèrica
Pietro di Xèrica o di Aragona-Xèrica (... – Andalusia, 1362) è stato un nobile valenciano, barone di Jérica, El Toro, Viver, Altura, Eslida, Bejís, Aín, Suera, Fanzara, Pina de Montalgrao, Alcudia de Veo, Castellmontan, Sot de Chera, Sinarcas, Domeño, Loriguilla, Tuéjar, Planes, Travadell e Almudaina. Prima di sostituire il fratello maggiore alla guida del casato fu barone di Morés e Luesia. I suoi genitori erano Giacomo II e Beatrice di Lauria.

## Biografia
Nel 1323, insieme a suo fratello Giacomo, partecipò alla conquista della Sardegna ad opera del regno d'Aragona.
Nel 1328 fu presente all'incoronazione del re Alfonso IV, e ne ebbe, in quanto vassallo e membro della casa reale, parte attiva.
Nel 1331, in occasione del suo matrimonio con Bonaventura de Arborea, fu nominato dal re signore di Luesia e di altri centri.
Sostituì suo fratello come Governatore generale del Regno di Valencia tra il 1333 e il 1335 (o 1332-1336 secondo alcune fonti). Fu proprio nel 1334 che accompagnò la regina Eleonora ed i figli, Ferran e Giovanni, ad Ateca, per rifugiarsi in Castiglia e fuggire dal figliastro ed erede reale Pietro IV. A causa di questo fatto il de Xèrica perse la fiducia del sovrano, che lo depose dall'incarico di governatore generale. Nello stesso periodo Alfonso XI di Castiglia lo nominò sindaco di Avantantado. Durante questi anni morì suo fratello, e Pietro gli subentrò in quasi i tutti domini ad eccezione della baronia di Cocentaina, andata al fratello minore Alfonso Ruggero, che però morirà nel 1355, anch'egli senza figli.
Nella guerra di occupazione del regno di Maiorca, combatté sia sulle isole che sul Rossiglione, dove egli stesso negoziò la resa di Giacomo III a Perpignano, nel 1344. La riuscita delle trattative gli valse la nomina a governatore generale di Valencia dal 1346 al 1349. Durante questo periodo dovette contenere la rivoltà della nobiltà dell'Unione di Valencia nel 1347.
Nel 1354 prese parte alla campagna militare contro il cognato, Mariano IV d'Arborea, che aveva dichiarato guerra al re d'Aragona e che ormai controllava gran parte della Sardegna. Pietro de Xèrica funse da intermediario tra il fratello della moglie ed il sovrano d'Aragona, riuscendo a far stipulare la tregua di Alghero. Fu presente anche alla firma della Pace di Sanluri, nel luglio del 1355.
Durante la guerra dei due Pietri tra la Castiglia e la Corona d'Aragona, Pietro de Xérica difese il confine di Valencia come capitano. Nel 1357 fu presente ai negoziati di pace, che tuttavia fallirono. Negli anni seguenti contribuì con le sue truppe al servizio di re Pietro e funse da consigliere. Nel 1360 fu nominato nuovamente capitano generale, con la missione di organizzare la difesa di Valencia. Nel 1361 fu raggiunta una momentanea pace tra i due re, durante questo periodo Pietro riuscì a guadagnare la fiducia del re di Castiglia, partecipando alla spedizione contro i Saraceni. Morì però sulla via del ritorno, nel 1362.
Senza figli legittimi o fratelli come eredi, il suo figlio naturale Giovanni Alfonso ebbe aspri contrasti con Beatrice, sorella maggiore.

## Matrimonio e discendenza
Sposò Bonaventura d'Arborea a Valencia, il giorno di Natale del 1331. La sposa era figlia del giudice Ugone II e sorella di Pietro III e Mariano IV. Con ella ebbe un figlio, l'erede morto prima di lui e tre figlie.
- Giacomo IV di Xèrica (? -1359), premorto al padre[2]
- Beatrice (? -1373)
- Elfa
- Bonaventura (? -1382)

Da una relazione extra-coniugale con una donna di nome María Pérez ebbe due figli:
- Giovanna (? -1382)
- Giovanni Alfonso